# Карл Август Гольштейн-Готторпский
Карл Август Гольштейн-Готторпский (нем. Karl August von Schleswig-Holstein-Gottorf; 26 ноября 1706, Готторп — 31 мая 1727, Санкт-Петербург) — принц Гольштейн-Готторпского дома, жених цесаревны Елизаветы Петровны, умерший в преддверии свадебной церемонии.

## Биография
Старший сын Кристиана Августа Гольштейнского и Альбертины Фридерики Баден-Дурлахской.
После захвата датчанами родового замка Готторп его отец добился избрания епископом Любека и перебрался с семьей в Эйтинский замок на территории епископства.
После смерти отца в апреле 1726 года 19-летний принц заступил на его место в качестве князя-епископа Любека (в русских источниках того времени «бископ энтинский» или «гетинский»), но короноваться не успел.
В начале следующего года из Петербурга в Эйтин прислали портрет цесаревны Елизаветы Петровны. Карл Август был знаком со старшей сестрой принцессы, Анной Петровной, которая вышла замуж за его двоюродного брата — герцога Голштинского. Он изъявил предварительное согласие на брак и отплыл для знакомства с невестой в Петербург. Русское правительство исходило из того, что при всей незначительности земельных владений принца он обладал неплохими шансами на наследование шведского престола, который в любую минуту мог стать вакантным. Умирая, Екатерина I наказала дочери не тянуть с браком. Жених и невеста, по-видимому, приглянулись друг другу, однако в разгар приготовлений к свадьбе принц Голштинский сильно заболел и умер. Его тело было перевезено морем в Любекский собор, где его захоронили в епископской капелле (рядом с отцом).
После смерти Карла Августа любекскую епископскую, а затем и шведскую королевскую короны унаследовал его младший брат Адольф Фридрих. Благосклонность Елизаветы Петровны к семейству несостоявшегося мужа проявилась в том, что при поиске невесты для своего наследника она остановила выбор на Софии Августе Фредерике, которая приходилась Карлу Августу племянницей. Позже девушка войдёт в историю как императрица Екатерина II.